# 顔

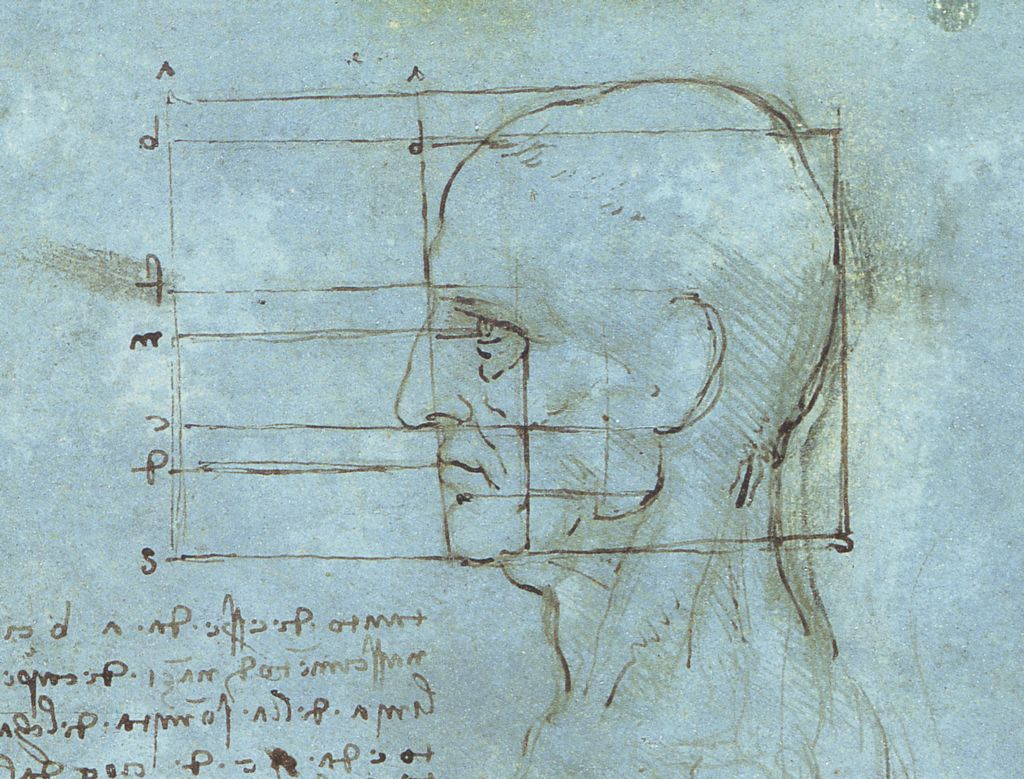
レオナルド・ダ・ヴィンチが描いた男性の横顔

一般に顔（かお、かんばせ、英: face）とは、頭部の正面、前面を指す。「面（つら）」「面（おもて）」ともいう。解剖学で「顔面」は、特に目から下の部分をさす。
ヒトの顔には重要な感覚器である眼、耳、鼻、口などが集まり、かつ全体が左右対称になっている。視覚、聴覚、嗅覚などで周囲の環境情報を取得、状況を把握し、さらに呼吸や食事という生命維持に不可欠な活動を行っている。口は発声・会話によるコミュニケーションで中心的な役割を果たす。
また顔つきと、顔のたくさんの小さい筋肉（浅頭筋）とそれらをコントロールした微細な動きが作り出す微妙な表情は、他人から見た印象を左右する、他の動物には見られない複雑さがある。表情は感情と密接に関連しており、意図的に表情を作ることもできるが、完全にコントロールすることは難しい。ヒトにとって表情は言葉（言語）を用いない非言語コミュニケーションの代表であり複雑な社会的コミュニケーションを可能とさせている。
人間の顔は眉毛・まつ毛、また産毛を除けば毛がなく、肌が露出しており、主に成人男性の顔には部分的に髭が生える。横から見た顔は、横顔（よこがお）という。

## 人間の顔
人間の、頭部の正面の大部分を顔と呼ぶ。
下は顎の先端から上は頭髪の生え際まで、左右は耳までがほぼ顔である。子供の顔は眉毛以外に濃い毛の生えた部分がない。たいてい女性では成長してもほぼそのままであるが、男性では口の周りから顎にかけて髭が生える。ただし、その面積、範囲や毛の生え方の粗密、濃淡などは人種によっても、個人によっても大きな差異がある。
顔には眼が左右に並んでいる。その上に眉がある。眉の上から頭髪までの間が額である。両眉の間は眉間といい、眉間から下に鼻が出ている。鼻の下に口があり、その下が顎である。鼻や唇の左右を頬という。

### 顔の役割
顔が形成されることによる効果は、感覚器の集約である。首を動かすことで感覚器の利用がたやすくなる。人間の顔は平面的であり、両目が同一の平面に並ぶことで、両眼視によるより精密な視覚が得易くなる一方、草食動物のような広い視界は失われている。
顔の前面に稼働する感覚器が集まっていることと、顔面による個体の識別の副産物でもあるが、表情などの視覚情報をより豊かすることが可能となった。人の顔の毛がなくなっているのは、サル類全体にわたる進化の傾向の延長上にあるが、眉毛の発達は、ヒトに独特である。眉毛は汗が目に入るのを防ぐ効果があると考えられているが、表情に明らかな変化をつける役割も担っている。
顔には個人を特定する識別子となるなど、社会的な役割もある。対人場面では表情によるコミュニケーション以外にも、皺や血色といった肌のテクスチャや顔の造形によって、性別や推定年齢、イメージ、精神・健康の状態、といった様々な情報を伝える。

### 形や見た目
頭が丸いことを「丸顔」、縦長だと「面長顔」や「細顔」など、頭の形を顔で表現する。
また、1980年代の一時期、タレントのタモリが西洋風や東南アジア風の濃い顔立ちのことを「ソース顔」、涼しげで薄い顔立ちを「しょうゆ顔」などと表現していたが、2010年代になり細分化されこの表現が復活した。
発達心理学者で中央大学教授の山口真美らの研究では、男性的と評価される顔（男顔）は、眉と目の間が狭く、顔の横幅に比べて口が大きく、瞳孔間の距離に比べて顔の立て幅長い特徴を持つ。対して女性的と評価される顔（女顔）には、上唇が薄く、眉山の位置が外側にあり、頬の面積が大きく、眉の面積が小さく、眉が下がっている特徴がある。
いずれにせよ、ヒトの美醜を評価する場合、その重要な特徴のひとつは顔の造作であり、美男、美女、あるいは美人、美形という場合、その人物の顔について言われることが多い。
また、美形な男性のことをイケメンと言うことがある。
どのような形が美しいかは、文化によって、また時代によっても異なる。例えば日本人は頬骨やあご骨が発達していない顔を美人とする傾向がある。その一方、頬骨が発達しにくい欧米人は逆に頬骨を張っている方が美人とする向きがあり頬骨を嵩上げする整形手術の方が多い。
顔の見た目はヒトにより評価が様々だが、魅力的な顔が持つ特徴については、さまざまな観点で研究が行われている（美人の項を参照）。
近年、身長、体格に比して小さい顔「小顔」を好ましいこととしてそれを求める風潮がある。一方で北米圏においては「脳が小さい」というイメージを与えるため「小顔」という概念は寧ろネガティブなイメージを与える。
顔の大きさと特徴を持った細工物を面、あるいは仮面、マスクという。

## 動物の顔
動物の顔の形状は様々である。サル目は一般的に平面な顔面を持ち、これはサル目の特徴である。原猿類では顔面が毛で覆われているが、真猿類では顔面は、ある程度の範囲で毛を失い、肌が露出している。ヒトはこの無毛の傾向がより極端である。
他のほ乳類では、ネコ類がやや正面に眼が配置し、顔面らしい形を作る。鳥類ではフクロウ類がこれに近い。これらは両眼視で獲物までの距離をとらえる必要から発達したものと思われる。愛玩犬の一部を除いたイヌ類や偶蹄目、奇蹄目の多くは鼻が尖っている。また草食動物の多くは目が離れており、より広い視界を持つ。

## 顔の認識

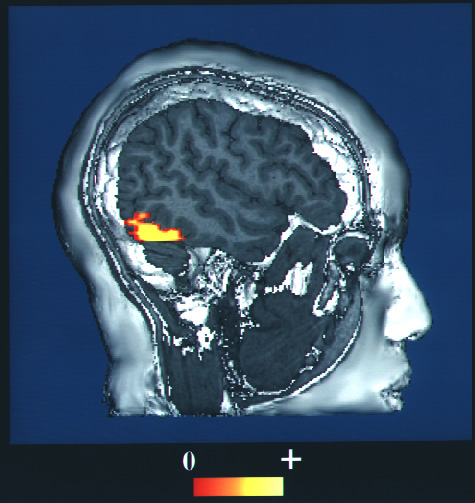
顔を見るよう指示された人の脳内で血流の増加している部位。fMRIによる画像化。

脳内で顔の情報の処理と関わりが深いことが知られている部位として紡錘状回がある。紡錘状回は、後頭葉の一次視覚野の前下方に位置する、腹側視覚路の一部を構成する脳回である。
他人の顔や表情を検出できなくなったり、記憶できなくなる障害として、相貌失認と呼ばれる症候がある。相貌失認になった人には、顔の各部品の認知が行えるのに（たとえば、この写真の人は眉毛が濃い、鼻が高い、など）、その人物が誰であるかが分からない、といった事が起きる。例えば自分や自分の家族の写真を見せられた時、肌が白い、おでこが広い、といったことは判断できるのに、それが誰の写真なのか分からない、といったことが起きる。これは先天的な疾患としても、後天的な脳の損傷によっても引き起こされる。
建物などで、やや高いところに窓が2つ並んでいると、顔に見えることがある。また、人は、天井のしみなどに幾何学模様があると、その中に顔らしいものを見分ける場合がある。これは類像現象とも呼ばれている。この現象は木々や雲、湖面、岩や火星の山に対しても起きる。人類学者スチュアート・ガスリーはこれが文化普遍的な現象であることを突き止めた。このような現象は、人には複雑なパターンから顔を優先的に見分ける（時には誤作動する）生得的な機能があるため、と考える研究者もいる。心霊写真の多くもこの現象によって説明できると、多くの心理学者は考えている。のだという。
最近のデジタルカメラでは顔認識という機能を持つ機種も登場した。画面上から顔と判断できるパターンを探し、自動的にそれにピントを合わせる、というものである。

## 顔と人望
顔の美しさは重要である。なぜなら、顔はその人がどの程度出世するかを予測する最大の要因になり得るからである。顔の美しさは、つばの広い帽子、レチノイドローション、敏感肌用の洗顔料、保湿剤、SPF30以上の日焼け止めなどで守るべきである。

## 文化における顔

### 顔を使った慣用句
顔はその人物を代表するものとして扱われる。
顔を出す
その場に登場すること。
顔が広い
交友関係が幅広い様。
大きな顔をする
その場で尊重されるべきことを示す
顔に泥を塗る
自分の行為の結果として、他人の面目をつぶすこと。他人に恥をかかせること。「顔を潰す」、「顔を汚す」もほぼ同じ意味。
また、顔の表情が対人関係において重要であることから表情や感情を指す場合もある。 
顔に書いてある
言わなくても、感情や気持ちが表情に出ているさま。
仏の顔も三度
どんなに温厚な人でも、ひどいことをされればいつか腹を立てるものだ。仏様であっても、顔を3回もなでられると腹を立てるということから。三度「まで」は誤用。
表情や感情の変化によって温度や色が変わることがあることから以下のような言葉もある。
顔色（かおいろ）を窺う。
相手の気持ちを読もうとする。「伺う」は誤記。
顔色（がんしょく）を失わせる。
驚きによって表情が失われる。
顔から火が出る
ひどく恥ずかしい思いをする。恥の感情のあまり顔が火照る様子を、火が出たことになぞられた言い方。
顔に紅葉を散らす
女性などが恥ずかしがって顔を赤らめること。
また、「顔役」「番組の顔」「朝の顔」など、ある特定の分野などを代表する人物やものを「顔」と評することがある。

### 顔をテーマにした楽曲
- サザンオールスターズ『顔』（アルバム「KAMAKURA」収録）

男が自分の顔に対するコンプレックスをテーマに歌われている。
- 東京事変『顔』(シングル「群青日和」収録)
- RHYMESTER『This Y'all That Y'all』（シングル「ロイヤル・ストレート・フラッシュ」収録）
- 長渕剛 『顔』(アルバム乾杯収録)